# Milotaite
La milotaite è un minerale appartenente al gruppo della cobaltite.